# Monastère Saint-Romain (Praskovče)
Le monastère Saint-Romain (en serbe cyrillique : Манастир Свети Роман ; en serbe latin : Manastir Sveti Roman) est un monastère orthodoxe serbe situé à Praskovče, dans la municipalité de Ražanj et dans le district de Nišava, en Serbie. Il est inscrit sur la liste des monuments culturels de grande importance de la république de Serbie (identifiant no SK 232),,.
Le monastère est dédié à saint Romain le Sinaïte et son église est consacrée à l'Annonciation. Autrefois monastère de femmes, depuis 2012, il abrite de nouveau des moines.

## Présentation
Le monastère est situé sur la rive droite de la Morava méridionale, non loin du village de Đunis.
Romain le Sinaïte y a vécu comme moine et lui a donné son nom ; encore aujourd'hui, le monastère abrite sa tombe et ses reliques. La date de la fondation du monastère n'est pas connue avec exactitude mais l'ensemble monastique est mentionné pour la première fois en 1498 ; il est sans doute édifié sur les fondations d'une ensemble plus ancien, remontant au prince Lazare.
L'église a été rénovée et ornée de fresques par Đorđe Pile en 1795 ; ces fresques semblent en fait recouvrir des peintures plus anciennes. De nouvelles peintures ont été réalisées en 1831.

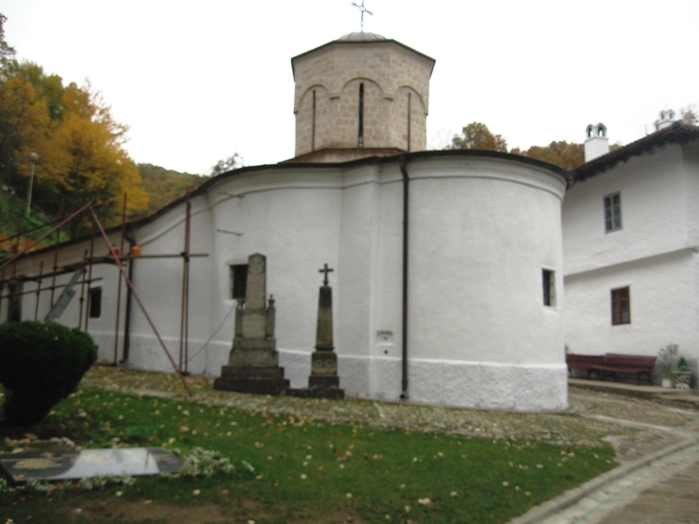
Autre vue de l'église.
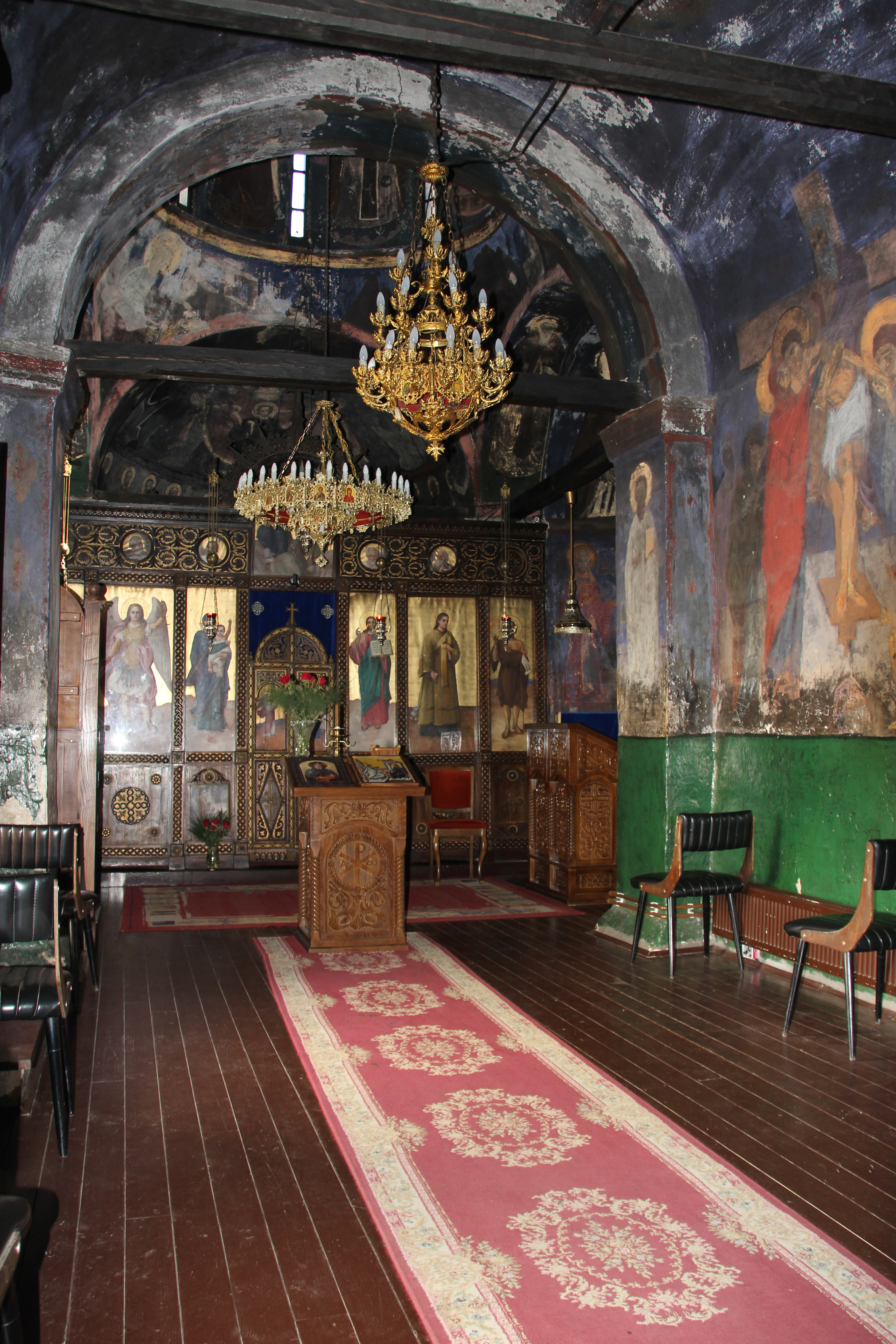
L'intérieur de l'église, avec l'iconostase et des fresques.
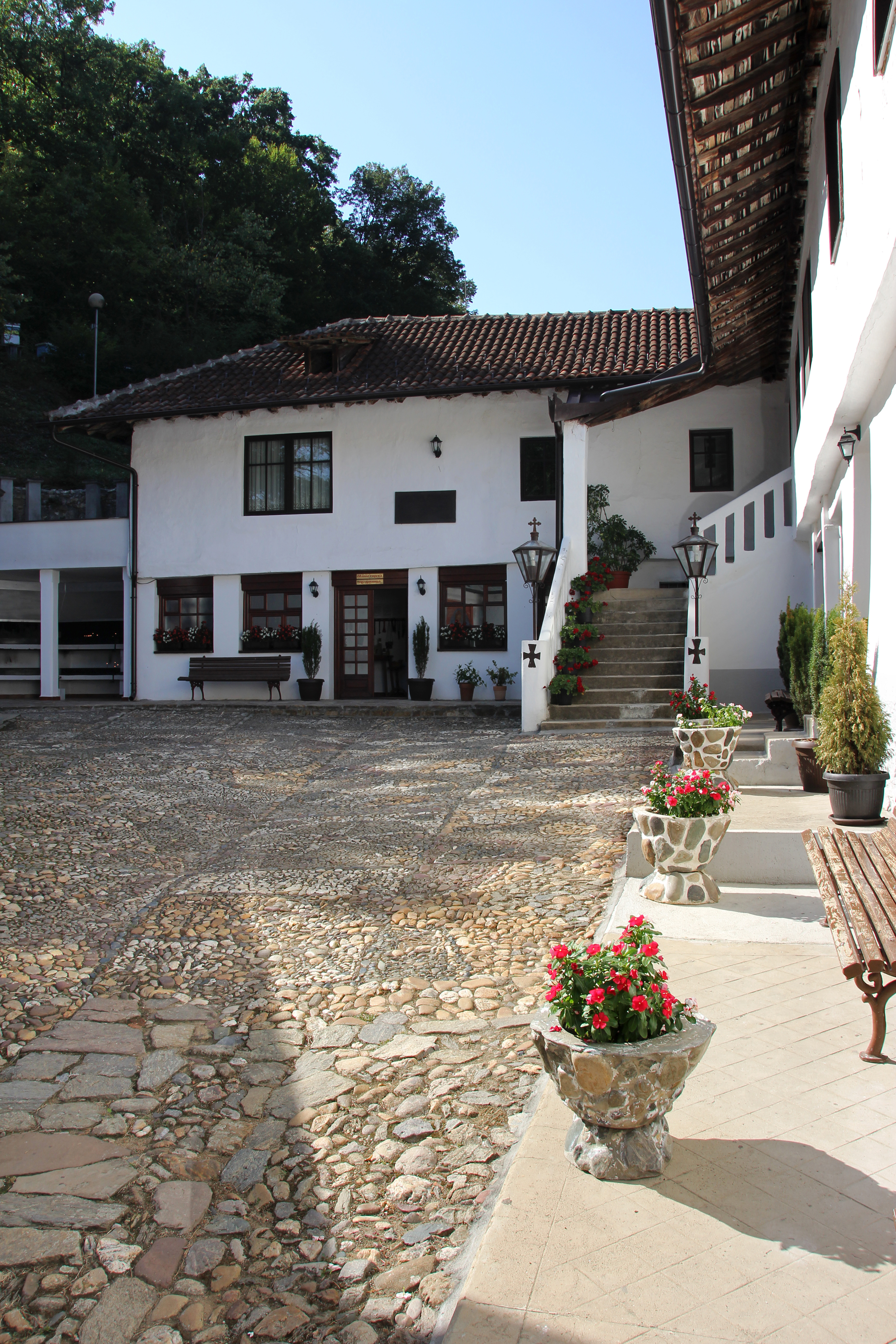
Konaks dans le monastère.